# Assembly (série de televisão)
Assembly (hangul: 어셈블리; rr: Eosembeulli) é uma série sul-coreana que foi transmitida na KBS2 entre 15 de julho e 17 de setembro de 2015. É protagonizada por Jung Jae-young, Song Yun-ah e Ok Taecyeon.

## Enredo
Jin Sang-pil tem sido um soldador de estaleiro durante vinte e três anos, mas quando ele e seus colegas de trabalho são afastados, ele começa por lutar pela sua reintegração como porta-voz do sindicato. Para sua surpresa, isto o conduz a tornar-se um membro recém-eleito da Assembleia Nacional da Coreia do Sul. Mas por causa do seu idealismo e ingenuidade, Sang-pil acaba encontrando dificuldades ao navegar pelos corredores da política.

## Elenco
- Jung Jae-young como Jin Sang-pil
- Song Yun-ah como Choi In-kyung
- Ok Taecyeon como Kim Kyu-hwan[5][6][7][8][9][10]
- Jang Hyun-sung como Baek Do-hyun[11]
- Park Yeong-gyu como Park Choon-sub
- Kim Seo-hyung como Hong Chan-mi
- Lee Won-jae como Kang Sang-ho
- Jung Hee-tae como Im Kyu-tae
- Choi Jin-ho como Jo Woong-kyu
- Kil Hae-yeon como Chun No-shim
- Sung Ji-ru como Byun Sung-ki
- Yoon Bok-in como Oh Ae-ri
- Seo Hyun-chul como Seo Dong-jae
- Im Ji-kyu como Shim Dong-chun
- Kim Bo-mi como Song So-min
- Kang Ye-won como Park Da-jung
- Son Byung-ho como Bae Dal-soo
- Lee Hang-na como Kim Kyung-ah
- Kim Ji-min como Jin Joo-min
- Cho Jae-hyun

## Classificações
| Episódio | Data de transmissão original | Audiência média               | Audiência média               | Audiência média               | Audiência média               |                               |
| Episódio | Data de transmissão original | Classificação TNmS            | Classificação TNmS            | Classificação AGB Nielsen     | Classificação AGB Nielsen     |                               |
| Episódio | Data de transmissão original | Em todo o país                | Região Metropolitana de Seul  | Em todo o país                | Região Metropolitana de Seul  |                               |
| -------- | ---------------------------- | ----------------------------- | ----------------------------- | ----------------------------- | ----------------------------- | ----------------------------- |
| 1        | 15 de julho de 2015          | 4,8%                          | 5,9%                          | 5,2%                          | 4,9%                          |                               |
| 2        | 16 de julho de 2015          | 3,4%                          | 4,1%                          | 4,7%                          | 4,8%                          |                               |
| 3        | 22 de julho de 2015          | 4,0%                          | 4,4%                          | 5,2%                          | 5,1%                          |                               |
| 4        | 23 de julho de 2015          | 3,8%                          | 4,5%                          | 4,9%                          | 5,3%                          |                               |
| 5        | 29 de julho de 2015          | 4,4%                          | %                             | 5,0%                          | 5,1%                          |                               |
| 6        | 30 de julho de 2015          | 3,7%                          | 4,2%                          | 4,8%                          | 5,8%                          |                               |
| 7        | 5 de agosto de 2015          | 4,7%                          | 4,1%                          | 5,3%                          | 5,5%                          |                               |
| 8        | 6 de agosto de 2015          | 3,7%                          | %                             | 4,9%                          | 4,8%                          |                               |
| 9        | 12 de agosto de 2015         | 4,8%                          | 4,4%                          | 5,9%                          | 5,8%                          |                               |
| 10       | 13 de agosto de 2015         | 4,6%                          | 4,1%                          | 4,7%                          | 4,5%                          |                               |
| 11       | 19 de agosto de 2015         | 4,5%                          | 4,3%                          | 6,0%                          | 6,0%                          |                               |
| 12       | 20 de agosto de 2015         | 4,2%                          | 5,0%                          | 5,7%                          | 5,8%                          |                               |
| 13       | 26 de agosto de 2015         | 3,9%                          | %                             | 4,9%                          | 4,9%                          |                               |
| 14       | 27 de agosto de 2015         | 4,0%                          | 4,5%                          | 5,6%                          | 5,5%                          |                               |
| 15       | 2 de setembro de 2015        | 4,2%                          | %                             | 5,4%                          | 5,2%                          |                               |
| 16       | 3 de setembro de 2015        | 4,4%                          | %                             | 6,0%                          | 5,8%                          |                               |
| 17       | 9 de setembro de 2015        | 4,6%                          | 4,4%                          | 5,7%                          | 5,5%                          |                               |
| 18       | 10 de setembro de 2015       | 5,0%                          | 5,1%                          | 6,0%                          | 5,9%                          |                               |
| 19       | 16 de setembro de 2015       | 3,5%                          | 3,5%                          | 5,4%                          | 5,2%                          |                               |
| 20       | 17 de setembro de 2015       | 4,2%                          | 4,7%                          | 4,9%                          | 4,8%                          |                               |
| Média    | Média                        | %                             | %                             | %                             | %                             |                               |
| Notas    | Notas                        | Boa audiência Baixa audiência | Boa audiência Baixa audiência | Boa audiência Baixa audiência | Boa audiência Baixa audiência | Boa audiência Baixa audiência |

## Produção
Este é o primeiro drama coreano que Jung Jae-young participa em sua carreira prolífica como ator de cinema e teatro.
Antes de tornar-se o guionista do drama, Jung Hyun-min trabalhou por dez anos como assessor político para um membro da Assembleia Nacional da Coreia do Sul.